# 국경없는의사회
국경없는의사회(國境없는醫師會, 프랑스어: Médecins Sans Frontières, MSF 메드생 상 프롱티에르[*], 영어: Doctors without Borders 닥터스 위드아웃 보더스[*])는 1971년 12월 20일 프랑스의 베르나르 쿠슈네르 등 청년 의사들이 주축이 되어 설립된 비정부기구(NGO)로, 나이지리아의 비아프라 전쟁에서 국제 적십자사 활동을 하다가 분리되어 설립되었다.
국경없는 의사회는 1996년 서울평화상을 수상하였으며 1999년 당시 회장이었던 제임스 오빈스키 박사가 국경 없는 의사회 대표로 노벨 평화상을 수상했다. 1990년대 초등학교 6학년 도덕교과서에 국경없는 의사회 이야기가 알베르트 슈바이처, 신약성서 루카복음서에 나오는 착한 사마리아 사람  비유와 함께 인도주의의 예로 나오기도 했다.

## 목적과 가치
국경없는의사회(MSF)헌장에 잘 나타나있는 이러한 목적과 가치에 대한 책임감은 MSF에서 활동하는데 있어서 매우 중요하다.
| MSF헌장 |
| 국경없는의사회(MSF)는 국제민간단체로서 주로 의사 및 의료업 종사자들로 구성되어 있으나, 단체의 목적에 기여할 수 있는 모든 분야의 전문가들에게도 열려 있다. 단체의 모든 구성원은 다음의 원칙을 지키는 데 동의한다. - 국경없는의사회는 고난에 처하거나, 자연재해, 인재 혹은 무력 분쟁으로 고통 받는 사람들을 인종, 종교, 혹은 정치적 신념에 관계 없이 돕는다. - 국경없는의사회는 보편적인 의료 윤리를 따르며, 누구나 인도주의적 구호를 받을 권리가 있으므로 중립성과 공정성을 준수하고, 활동을 수행하는 데 아무런 제약을 받지 않는 완전한 자유를 가져야 한다. - 구성원들은 직업 윤리를 지켜야 하며, 어떠한 정치적, 경제적, 종교적 영향력으로부터 철저한 독립을 유지한다. - 구성원들은 자발적으로 참여한 사람으로서 수행하는 임무의 위험성과 부담을 인지하고, 단체가 제공할 수 있는 것 외에 어떠한 보상도 요구하지 않는다. |

## 인력 풀
국경없는의사회는 구호활동가로 불리는 인력을 주기적으로 채용하여 확보한다. 또한 영문으로 작성되는 제출서류와 면접 절차를 통해 채용등록된 인력풀은 이후 사전에 지원자 자신의 의견이 반영된 현장여건을 고려하여 구호활동에 참여하게 된다. 영어 또는 프랑스어로 의사소통에 무리가 없는 구사력을 요구하기도 한다. 다국적 다문화의 일원으로서의 융통성도 갖추어야할 소양이다. 1년에 3~4회 정도의 주기적인 채용을 실시하고있다. 현장구호활동 기간은 6개월~12개월이며 분야별및 경력별로 연장기간등은 다른것으로 알려져 있다.

## 구호활동가의 분야
| 의료분야 | 비 의료분야                                                             |
| --- | ----------------------------------------------------------------------- |
| 일반의, 내과의,외과의,마취과의 ,간호사,조산사,약사 ,정신과의, 심리학자,면역학자(Epidemiologist),보건홍보담당 등 | 로지스티션(식수위생,전기,기계,보수,건축등의 분야) 및 행정담당자 등 기타 |